# Rima Agricola
Rima Agricola és una estructura geològica del tipus rima a la superfície de la Lluna, situada amb el sistema de coordenades planetocèntriques a 29.91 ° de latitud N i -51.81 ° de longitud E. Fa un diàmetre de 125.08 km. El nom va ser fet oficial per la UAI el 1985 i fa referència als propers Montes Agricola.